# Рохаљ базе
Рохаљ базе су туристичко одредиште и спомен-обележје на Фрушкој гори, изнад села Дивоша код Сремске Митровице.
Надморска висина одредишта је око 300 m.

## Порекло назива
Назив потиче од презимена дивошке породице Рохаљ, на чијем земљишту су се окупили партизани. Ту су се налазио и партизанско седиште, склоп земуница ("база") са радионицама за поправку оружја и зборно место за пребацивање партизанских бригада на слободну територију у источној Босни. На основу тога је изведен данашњи назив.

## Историјат
На месту Рохаљ база су се током Другог светског рата налазили збегови месног становништва, које се повлачило из Свилоша, Лежимира, Дивоша и других фрушкогорских села од усташког терора. Становништво се крило у земуницама ("базама").
После рата Рохаљ базе су постале место одражавања државних сусрета и празника. Спомен-кућа и спомен-комплекс су подигнути 1972. године. У спомен-кући су се налазили разни документи и експонати везани за одлазак војвођанских партизана на ратиште. Аутор спомен-комплекса са партизанским гробљем је Милорад Бербаков. Током распада Југославије комплекс је запуштен, па је већина експоната пренесена у Музеј Срема у Сремској Митровици.
Данас су Рохаљ базе познате као излетиште и веома су посећене за 1. мај.